# Ricardo Goyanes Melgarejo
Ricardo Goyanes Melgarejo (Lugo, 1873 - Palencia, 17 de diciembre de 1924) fue un abogado, maestro, escritor y periodista español, de origen gallego.

## Trayectoria
Fue maestro en Puente Sampayo y Angoares (Puenteareas) y después oficial de Hacienda en Orense (1915). Fue nombrado auxiliar de la Normal de Maestras de Ourense. Pasó después a la delegación de Hacienda de la Coruña y finalmente fue oficial primero de Hacienda en Palencia. Fue redactor de El Norte de Galicia y El Diario de Orense, correspondiente de La Mañana en Ourense y colaboró en Ilustración Gallega, Vida Gallega y El Diario Palentino. Fue secretario de la Asociación de Escritores Gallegos Laureados y fue nombrado caballero de la Real Orden de Isabel la Católica y del Mérito Militar.

## Obras
- Un programa para la Instrucción Primaria en España, 1917.[2]